# Alex Covelo
Alex Covelo Lafita (San Justo Desvern, provincia de Barcelona, España, 19 de mayo de 1978) es un entrenador de fútbol español que actualmente dirige al San Jose Earthquakes de la Major League Soccer.

## Trayectoria
Covelo fue un guardameta formado en la escuela Brafa, en el UE Sant Andreu y en las categorías inferiores del FC Barcelona. Más tarde, formaría parte de los equipos catalanes del Centre d'Esports L'Hospitalet, Unió Esportiva Cornellà, CE Europa y CE Premià. 
Tras acabar su etapa como jugador, se licenciaría en Ciencias de la Actividad Física y el Deporte, comenzando su trayectoria en los banquillos en las divisiones inferiores del CF Badalona, donde fue también preparador físico y también tendría una experiencia como preparador físico del Aris FC griego. 
Desde 2008 a 2012, trabajaría en el RCD Espanyol como jefe de metodología y director de preparación física para los equipos juveniles.
En la temporada 2013-14, llega a Italia para ser segundo entrenador del San Marino Calcio de la Lega Pro Prima Divisione. El 16 de mayo de 2014, sería nombrado entrenador del primer equipo del San Marino Calcio, al que dirige hasta el mes de noviembre de 2014.
Desde 2015 a 2016, Covelo sería instructor de entrenadores en la Ekkono Soccer Services Group con sede en Barcelona.
En la temporada 2016-17, sería entrenador del Atlètic Sant Just de la Territorial Preferente de Cataluña, al que dirigió junto a Josep Maria Gené y lo dejó en marzo de 2017.
En julio de 2017, se marcha a Estados Unidos para ser director de metodología del San Jose Earthquakes de la Major League Soccer y además alternaría el puesto de segundo entrenador en varias etapas, formando parte de los cuerpos técnicos de Chris Leitch y Steve Ralston.
El 8 de febrero de 2022, se convierte en entrenador del San Jose Earthquakes II de la USL Premier Development League.
El 19 de abril de 2022, se convierte en entrenador interino del San Jose Earthquakes de la Major League Soccer, sustituyendo a Matias Almeyda.

## Clubes

### Como entrenador
| Club                                         | País           | Año       |
| -------------------------------------------- | -------------- | --------- |
| CF Badalona (Preparador físico)              | España         | 2002-2004 |
| Aris FC (Preparador físico)                  | Grecia         | 2006-2007 |
| CF Badalona (Preparador físico)              | España         | 2007-2008 |
| RCD Espanyol Juvenil "A" (Preparador físico) | España         | 2018-2013 |
| San Marino Calcio (2º Entrenador)            | Italia         | 2013-2014 |
| San Marino Calcio                            | Italia         | 2014      |
| Atlètic Sant Just                            | España         | 2016-2017 |
| San Jose Earthquakes (2º Entrenador)         | Estados Unidos | 2017-2022 |
| San Jose Earthquakes II                      | Estados Unidos | 2022      |
| San Jose Earthquakes (interino)              | Estados Unidos | 2022      |